# Justizministerium (Ruanda)
Das ruandische Justizministerium (englisch Ministry of Justice, MINIJUST) ist eines der Ministerien der ruandischen Regierung. Amtierender Justizminister und Attorney General Ruandas ist seit September 2021 Emmanuel Ugirashebuja. Minister of State in charge of Constitutional and Legal Affairs ist Soline Nyirahabimana.

## Organisation
Der Hauptsitz der Behörde befindet sich in der Zelle Kimihurura im gleichnamigen Sektor Kimihurura des Distrikts Gasabo in der Hauptstadt Kigali.
Justizminister (unvollständig):
- Bonaventure Habimana[2]
- Charles Nkurunziza[3]
- Jean Marie Vianney Mugemana[4]
- Theoneste Mujyanama[5]
- Sylvestre Nsanzimana – von 1991 bis 1992 Premierminister Ruandas
- Mathieu Ngirumpatse (31. Dez. 1991 bis 16. April 1992)[6] – später für seinen Anteil am Völkermord 1994 zu lebenslanger Haft verurteilt
- Stanislas Mbonampeka (ab 1992)[7]
- Agnès Ntamabyaliro Rutagwera – erste Frau im Amt; für ihren Anteil am Völkermord 1994 später zu lebenslanger Haft verurteilt
- Alphonse-Marie Nkubito[8]
- Marthe Mukamurenzi (bis 09/1996)[9]
- Faustin Nteziryayo (ab 10/1996)[9]
- Jean de Dieu Mucyo[10]
- Edda Mukabagwiza (bis 08/2006)[11]
- Tharcisse Karugarama (08/2006–06/2013)[12][13]
- Johnston Busingye (06/2013–09/2021)[14][15][12]
- Emmanuel Ugirashebuja (seit 09/2021)[14]

## Zusammenarbeit
Das Ministerium arbeitet insbesondere mit folgenden Institutionen zusammen:
- Institute of Legal Practice and Development (ILPD)
- National Public Prosecution Authority (NPPA)
- Rwanda Forensic Institute (RFI)
- Rwanda Investigation Bureau (RIB)
- Rwanda Law Reform Commission (RLRC)